# Wersabe

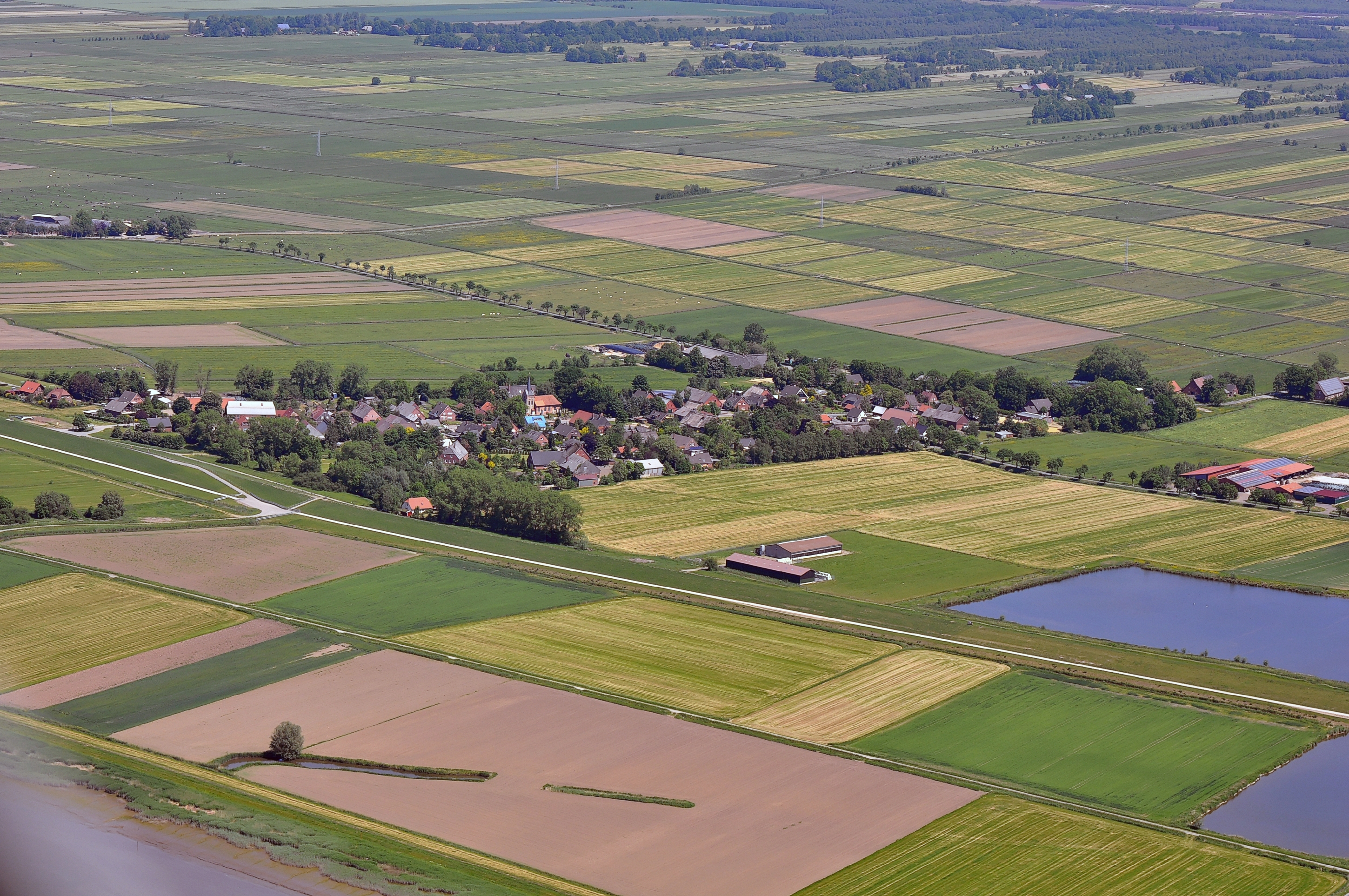
Luftbild 2012

Wersabe (niederdeutsch Weersbe) ist eine Ortschaft in der Einheitsgemeinde Hagen im Bremischen im niedersächsischen Landkreis Cuxhaven.

## Geografie

### Lage
Die am Deich der Unterweser gelegene Ortschaft in der Osterstader Marsch befindet sich zwischen den Städten Bremerhaven und Bremen in Höhe der gegenüberliegenden Flussinsel Harriersand und der Stadt Brake. Wersabe liegt im südwestlichen Teil der Einheitsgemeinde Hagen im Bremischen.

### Nachbarorte
|  | Offenwarden                                 |         |
|  | Kompassrose, die auf Nachbargemeinden zeigt | Uthlede |
|  | Wurthfleth                                  |         |

(Quelle:)

## Geschichte
Die erste urkundliche Erwähnung als „Wirsebe“ lässt sich für das Jahr 1110 nachweisen. Der Ort war der Stammsitz der Herren von Wersebe/Wersabe, die später auch die St.-Marien-Kirche gestiftet haben. Zur Kirchengemeinde gehören seit Jahrhunderten auch Rechtebe und Wurthfleth. Im 18. und 19. Jahrhundert gehörte das Kirchdorf zum Amt Hagen. Während der Franzosenzeit wurde die Kommune Wersabe im Kanton Dammhagen (Département der Wesermündungen) gebildet, welche auch die Orte Offenwarden, Rechtebe, Rechtenfleth, Sandstedt, Uthlede und Wurthfleth umfasste und nach dem Sieg über Napoleon I. wieder aufgelöst wurde. 1840 erhielt Wersabe den Status einer Landgemeinde. 1876 wurde die gleichnamige Gemarkung gebildet.

### Eingemeindungen
Zum 1. Juli 1968 endete die vorherige politische Selbständigkeit von Wersabe, weil sich der Ort mit anderen Kommunen zur neuen Gemeinde Sandstedt zusammenschloss.
Die Samtgemeinde Hagen entstand zum 1. Januar 1970 und umfasste mit Sandstedt zunächst 16 Gemeinden. Nach § 7 des Gesetzes zur Neugliederung der Gemeinden im Raum Bremervörde vom 13. Juni 1973 (Nds. GVBl. S. 183) wurde im Zuge der Gebietsreform in Niedersachsen, die am 1. März 1974 stattfand, die Anzahl der Gemeinden durch Eingliederungen auf 6 reduziert.
Zum 1. Januar 2014 erfolgte die Auflösung der Samtgemeinde Hagen und deren Mitgliedsgemeinden sowie die Neubildung der Einheitsgemeinde Hagen im Bremischen mit seinen 16 Ortschaften.

### Einwohnerentwicklung
| Jahr      | 1910  | 1925  | 1933  | 1939  | 1950  | 1956  | 2017  |
| --------- | ----- | ----- | ----- | ----- | ----- | ----- | ----- |
| Einwohner | 357   | 321   | 294   | 281   | 463   | 342   | 230   |
| Quelle    | [ 7 ] | [ 8 ] | [ 8 ] | [ 8 ] | [ 9 ] | [ 9 ] | [ 1 ] |

|  |

## Politik

### Gemeinderat und Bürgermeister
Auf kommunaler Ebene wird die Ortschaft Wersabe vom Rat der Gemeinde Hagen im Bremischen vertreten.

### Ortsvorsteher
Der Ortsvorsteher von Wersabe ist Söhnke Hahlbom (CDU). Die Amtszeit läuft von 2016 bis 2021.

### Wappen
Der Entwurf des Kommunalwappens von Wersabe stammt von dem Heraldiker und Wappenmaler Albert de Badrihaye, der zahlreiche Wappen im Landkreis Cuxhaven erschaffen hat.
| Wappen von Wersabe | Blasonierung: „Unter blauem, mit drei silbernen Lilien belegtem Schildhaupt gespalten von Silber und Schwarz.“ |
| Wappen von Wersabe | Wappenbegründung: Der von Silber und Schwarz gespaltene Schild ist dem Wappen des Adelsgeschlechts von Wersebe entlehnt, dessen Stammsitz in Wersabe lag und das die dortige Kirche gestiftet hat. Die Lilien sind Sinnbilder der Jungfrau Maria, der Schutzpatronin der Kirche. |

## Kultur und Sehenswürdigkeiten

### Bauwerke
- Saalkirche St.-Marien-Kirche von 1769 durch den Moorkolonisator Jürgen Christian Findorff veranlasst unter Einbeziehung von Mauerresten eines Vorgängerbaues von um 1500
- Hofanlage Wersaber Dorfstraße 6 von 1621 und von um 1850
- Großsteingrab Wersabe (wurde im 19. Jahrhundert zerstört)
- Kleine ehemalig Grundschule, 2008 geschlossen, heute ist hier eine Kindertagesstätte

### Naturdenkmale
- Eine Eiche (seit 2. Oktober 1995)
- Zwei Linden (seit 2. Oktober 1995)

### Vereine
- Freiwillige Feuerwehr Wersabe
- Männergesangsverein Wersabe
- Sportverein Offenwarden-Wersabe
- Theaterverein Wersabe

## Wirtschaft und Infrastruktur
Unternehmen
- B-Note Musikverlag

## Persönlichkeiten
Personen, die mit dem Ort in Verbindung stehen
- Engelbert Johann von Bardenfleth (1667–1738), Regierungsrat, Gutsbesitzer und Oberdeichgraf, er wurde in der örtlichen St.-Marien-Kirche getauft
- Wilfried Wolters (1891–1969), lutherischer Theologe und Landessuperintendent von Celle, wurde 1921 Pastor in Wersabe
- Heinrich Bücker (vor 1897–nach 1958), Kunst- und Kirchenmaler sowie Restaurator, zwischen 1923 und 1926 malte er die St.-Marien-Kirche aus
- Michael H. Kater (* 1937), kanadischer Historiker, wuchs u. a. in Wersabe auf, bis er 1953 mit seinen Eltern nach Kanada auswanderte

## Sagen und Legenden
- Die Gründung der Kirche zu Wersabe
- Die Räuberbande im Wersabeer Moor

(Quelle:)